# Fossa (Concordia sulla Secchia)
Fossa (La Fòssa in dialetto mirandolese) è una frazione del comune di Concordia sulla Secchia, in provincia di Modena, in Emilia-Romagna.

## Storia
Il territorio di Fossa risulta insediato già dall'età del bronzo medio e recente (dal XV al XII secolo a.C.), come testimoniato da scavi archeologici compiuti sul sito di una terramara ritrovata a Corte Vanina preso la motta del Dosso dei Frari; i reperti archeologici testimoniano altresì l'attività durante l'epoca romana, dalla fine del II secolo a.C. fino al VII secolo d.C. Nei pressi della Cava Pedocca, utilizzata per l'estrazione di argilla vennero trovati resti di un bosco medievale (146 fusti lignei situati alla profondità di tre metri, composti da olmi e querce con diametro di 30-100 cm e lunghezza fino a 9 metri), risalente ad un periodo fra il IX e XIII secolo e che venne sommerso da un'alluvione.
Il primo documento che cita il toponimo di Fossa, insieme a quello di Vallalta, risale al 1252: la chiesa di San Massimo a Fossa era inclusa nella parrocchia della Corte di Quarantola. Fossa fece parte per molto tempo del territorio mirandolese. Nel 1463 viene fondata la Parrocchia di San Pietro apostolo in Fossa.
Il 12 ottobre 1513 il territorio di Concordia, inclusa Fossa, viene assegnato a Francesca Trivulzio.
Nella primavera del 1630 giungono i Lanzichenecchi con 3 000 fanti e 1 000 cavalieri, che devastano Concordia, Fossa, Vallalta e San Possidonio, a cui si aggiunge una grave carestia e l'epidemia di peste del 1630 che causa oltre 300 morti a Fossa.
Nel 1682-1683 il duca Alessandro II Pico della Mirandola fece edificare a Fossa il Casino della Duchessa, per ospitare la villeggiatura della propria consorte Anna Beatrice d'Este, che vi morì il 20 settembre 1690.
Il 14 febbraio 1762 venne traslato presso la chiesa parrocchiale di San Pietro il corpo incorrotto di San Massimo, estratto dalle Catacombe di Priscilla a Roma su iniziativa del parroco Don Venturini, che fece realizzare all'interno della chiesa la cappella del santuario di San Massimo. Nel 1768 giunsero altre reliquie appartenenti a Santa Caterina, San Pellegrino, San Clemente, San Fortunato e San Celestino, provenienti dalla Catacomba di San Lorenzo a Roma.
L'8 giugno 1805 viene istituito il Comune di Fossa con Vallalta e Tramuschio
Nel 1815, a seguito della Restaurazione, il Duca di Modena Francesco IV d'Este aggregò Fossa, Vallalta e San Possidonio al territorio di Concordia sulla Secchia.
Durante la Resistenza nella seconda guerra mondiale, la Ca' Bianca fu un'importante base partigiana al confine con il mantovano. Il 25 febbraio 1945 venne eseguito un rastrellamento fascista che porta all'arresto di tutti gli uomini del paese, condotti tra il sagrato della chiesa e la canonica; grazie all'intervento del parroco don Gino Pozzetti, l'azione fascista viene interrotta e la popolazione liberata.

## Monumenti e luoghi d'interesse

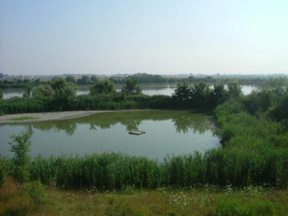
Oasi Val di Sole

- Chiesa di San Pietro apostolo, già presente nel XIII secolo, fu rifatta nel 1675 su iniziativa del parroco Giacomo Barbieri e grazie ad un'elargizione di 5 000 scudi d'oro del duca Alessandro II Pico.[8] Il primo parroco di cui si hanno informazioni fu Sacripante Pedoca (1533-1594). Ludovico II Pico fece fondere le campane della chiesa per ricavarne l'artiglieria per la difesa nell'assedio della Mirandola del 1551 posto dalle truppe di papa Giulio III. Nei secoli successivi gli arcipreti don Odolini (1728-1752) e don Venturini (1752-1776) ebbero la nomina di cancelliere del Sant'Uffizio per la sorveglianza contro le eresie.[9] La facciata neoclassica risale al 1871.
- Oratorio della Beata Vergine delle Grazie, risalente al 1567.[10]
- Area di riequilibrio ecologico Oasi Val di Sole, ex cava d'argilla di circa 27 ettari situata in località Ca' Pedocca, rinaturalizzata con ambiente palustre ricco di avifauna.[11][12]